# Phaeodepas nutans
Phaeodepas nutans är en svampart som beskrevs av Singer 1973. Phaeodepas nutans ingår i släktet Phaeodepas och familjen Marasmiaceae.   Inga underarter finns listade i Catalogue of Life.